# Forest (hrabstwo Richland)
Forest – miasto w Stanach Zjednoczonych, w stanie Wisconsin, w hrabstwie Richland.